# Raid: Shadow Legends
Raid: Shadow Legends este un joc mobil freemium de strategie pe ture dezvoltat și publicat de dezvoltatorul israelian de jocuri Plarium⁠(d). Jocul a fost lansat în 2019 pentru dispozitive Android și iOS și în 2020 pentru Windows și macOS. RAID este cel mai popular joc al companiei, cu aproximativ 1 milion de jucători zilnic.

## Gameplay
Raid: Shadow Legends este un joc de rol gacha, de strategie pe ture, cu tematică de fantezie. Povestea jocului are loc în tărâmul fictiv Teleria, care a fost subjugat de Lordul Întunecat Siroth. Jucătorii iau rolul unui războinic telerian antic, înviat pentru a-l învinge pe Lordul Întunecat și a restabili pacea și armonia pe teritoriu. Jucătorii trebuie să adune o armată pentru bătălii în locuri precum castele, temnițe, deșerturi și temple apărate de inamici și posibili aliați. Pe parcursul jocului, jucătorii adună cioburi (Shards), vase cu sufletele războinicilor din trecut. Cioburile sunt de patru feluri cu proprietăți diferite. Jocul are două forme de monedă: Silver, care este relativ ușor de găsit și Gems, care sunt mult mai greu de achiziționat. Există, de asemenea, un cost în Energie pentru derularea oricărei etape a campaniei și a temniței. Fără energie nu se poate progresa în campanie. Se epuizează repede, iar după prima zi jucătorii vor trebui să fie foarte atenți să n-o risipească.
Jocul constă în principal dintr-o campanie pentru un singur jucător bazată pe narațiuni, cu douăsprezece nivele, fiecare nivel fiind compus din șapte etape cu patru niveluri de dificultate. Campania single-player este interconectată cu o componentă multiplayer, Arena, pentru a decide clasamentul jucătorilor. Jucătorii se pot alătura, de asemenea, în diferite clanuri, prin care membrii luptă împreună cu un șef de clan, ceea ce aduce recompense avansate.
Povestea jocului a fost scrisă de Paul CR Monk, iar jocul adoptă un stil de artă Western și decoruri inspirate de fantezia întunecată.

## Recepție
Raid: Shadow Legends a fost lăudat pentru grafica sa, dar criticat pentru monetizarea agresivă sub formă de microtranzacții. Pocket Gamer⁠(d) a lăudat „calitatea pură a graficii”, personajele sale „frumos redate și animate” și pentru „experiența generoasă pentru jucătorii noi”.
TheGamer a criticat puternic jocul, invocând lipsa de profunzime și structura freemium, considerând că nu se poate câștiga fără a plăti. Gamezebo⁠(d) a lăudat jocul pentru că a schimbat „elementele vizuale tipice în stil anime cu un aspect mai realist, de fantezie întunecată”, continuând să scrie despre „experiența cu adevărat uluitoare, cu unele dintre cele mai bune animații de atac și efecte de mediu pe care le-am văzut [în astfel de jocuri] până acum”. Cu toate acestea, articolul critică și monetizarea jocului, subliniind că progresul este dificil, „mai ales dacă nu intenționați să cheltuiți bani efectivi pentru diferitele upgrade-uri”.
În recenzia sa, BlueStacks a lăudat, de asemenea, elementele vizuale, spunând: „Animațiile sunt pur și simplu spectaculoase, cu o calitate pe care rar o vedeți în aceste jocuri” și concluziona că „jucătorii care se bucură de luptele fantastice cu o abordare mai realistă — asemănătoare cu cele din Stăpânul inelelor — probabil că se vor distra foarte bine cu Raid: Shadow Legends.” Site-ul de tehnologie sud-african htxt.africa a lăudat grafica, dar în general a considerat că este plictisitor cu prea multe microtranzacții.
Droid Gamers a spus că nu aduce nimic nou genului RPG gacha.

### Fenomen pe internet
Jocul a primit o atenție negativă substanțială pentru campania sa de publicitate agresivă, în special pentru sponsorizările unui număr de creatori de conținut YouTube, Twitch și Vimeo , ceea ce l-a determinat să devină un fenomen pe internet (meme).

### Sponsorizări și publicitate
În februarie 2020, două tweet-uri de la un agent Plarium de asistență pentru clienți pe feedul Twitter Raid, susținând că Raid nu sponsorizează, ci mai degrabă „cooperează” cu creatorii YouTube, au atras atenția online pentru încălcarea regulilor FTC care impun ca plățile pentru testimonial să fie dezvăluite către public. Diverși creatori au contrazis acest tweet, declarând deschis că fie sunt sponsorizați de Raid, fie au primit diverse oferte de la Plarium care implică oferte de sponsorizare legate de Raid. Mai târziu, Plarium a postat un tweet în care afirmă că tweet-urile se refereau la tutoriale și videoclipuri axate pe raid și nu la campania sa de marketing.